# Волково (Судоверфское сельское поселение)
В Рыбинском районе есть ещё одна деревня Волково, в Огарковском сельском поселении.
Волково — деревня в Макаровском сельском округе Судоверфского сельского поселения Рыбинского района Ярославской области.
Крайняя к юго-западу, наиболее удалённая от центра поселения деревня расположенана восточной окраине крупного посёлка и железнодорожной станции Тихменево. Социально-культурная связь деревни с Тихменево значительно актульнее, чем с удалённым центром поселения, но Тихмнево образует сельское поселение в составе одного посёлка, поэтому все окружающие его деревни приписаны к соседним поселениям. Деревня стоит на правом, южном берегу реки Коровка. Через Волково по правому берегу Коровки просёлочная дорога из Тихменево ведёт через деревню Коркино на Александровку, где более крупная дорога ведёт через Васькино в окрестности Покрова. Южнее Волкова начинается болото Чистый мох, в котором ранее велась добыча торфа. В направлении на юго-восток от деревни ненаселённый заболоченный лес вплоть до автомобильной дороги Рыбинск—Углич, вдоль которой деревни Покровского сельского поселения .
Деревня Волкова указана на плане Генерального межевания Рыбинского уезда 1792 года.     
На 1 января 2007 года в деревне числился 1 постоянный житель . Почтовое отделение, расположенное в Тихменево, обслуживает в деревне 27 домов. Улицы не именуются .